# Justo Estay

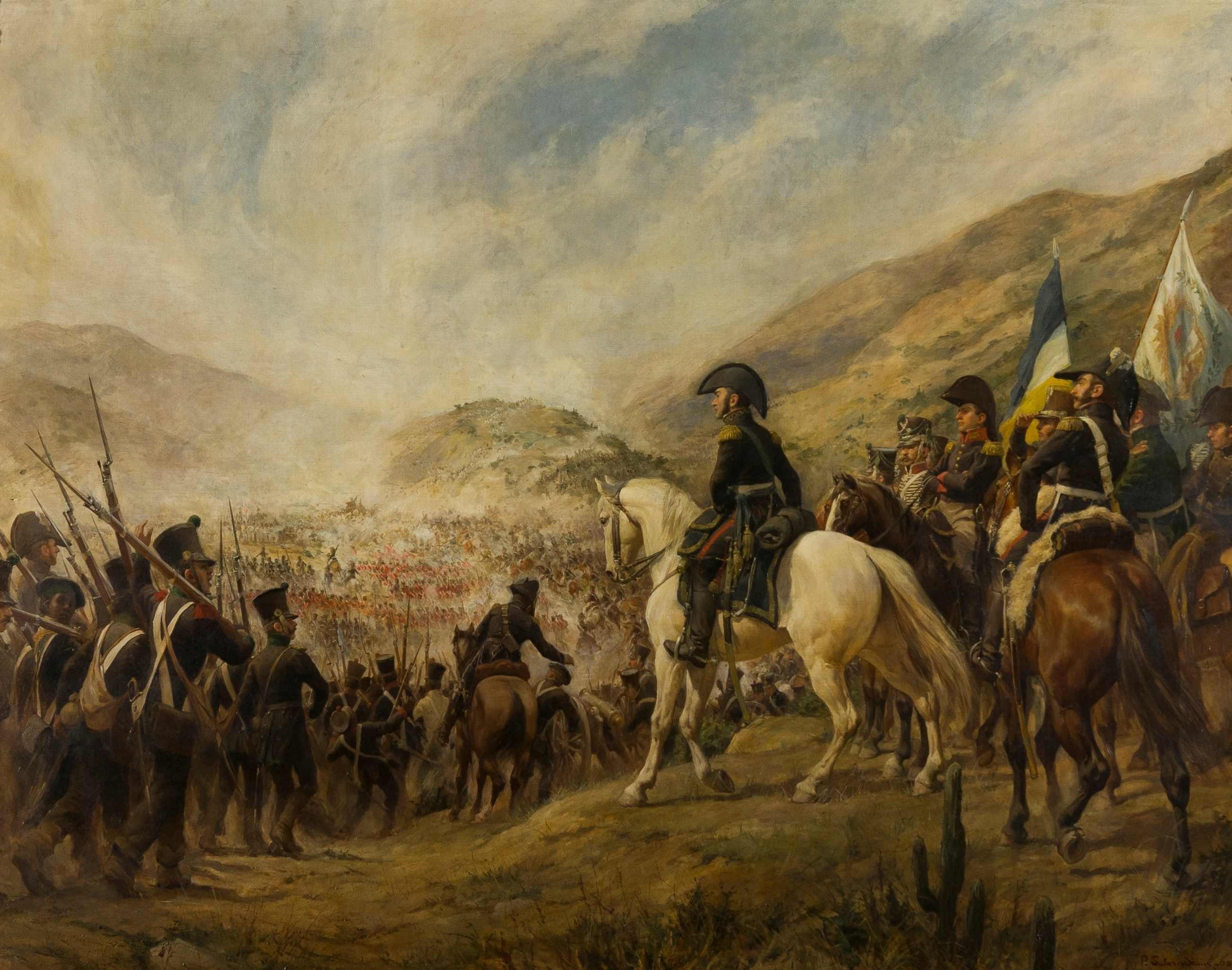
Tropas argentinas y chilenas rumbo a la Batalla de Chacabuco (12 de febrero de 1817), lideradas por el general José de San Martín.

Justo Estay (Pocuro, Chile, 1786 - desconocido) fue un baqueano y arriero chileno, recordado por su participación clave como informante del Ejército de los Andes durante la campaña libertadora de Chile encabezada por el general José de San Martín. Su conocimiento del terreno y su habilidad para obtener información de las tropas realistas lo convirtieron en una figura fundamental para el triunfo patriota en la Batalla de Chacabuco en 1817.

## Primeros años
Justo Estay nació alrededor de 1786 en el pueblo de Pocuro, en la actual Región de Valparaíso, Chile. Proveniente de una familia de arrieros, Estay creció en las montañas, lo que le permitió conocer en detalle cada paso y quebrada de la Cordillera de los Andes, información que más tarde sería crucial para su rol en la causa independentista.

## Participación en la campaña del Ejército de los Andes
En 1814, San Martín fue nombrado Gobernador de Cuyo, desde donde comenzó a planificar la liberación de Chile del dominio español. Parte fundamental de su estrategia fue la organización de una red de espionaje que le permitiera estar al tanto de los movimientos realistas en Chile. En este contexto, Justo Estay se unió al Ejército de los Andes como baqueano y informante.
En febrero de 1817, Estay fue asignado como guía de la columna del general Juan Gregorio de Las Heras, que cruzó la cordillera hacia Chile. Una vez realizado el cruce, se dirigió a Santiago disfrazado y se infiltró entre la población para obtener información detallada sobre el movimiento de las tropas realistas.

## Informes clave para la Batalla de Chacabuco
Durante dos días, Estay se movió por las calles de Santiago, observando y escuchando los rumores sobre los planes de los realistas. Logró presenciar la salida del brigadier Rafael Maroto hacia Chacabuco, y contó con precisión el número de tropas enemigas, estimando que no superaban los 2,000 hombres, aunque también informó sobre los refuerzos provenientes del sur.
El 11 de febrero de 1817, Estay llegó al campamento de San Martín en Curimón, entregando personalmente sus informes. Esta información fue tan precisa y crucial que San Martín decidió adelantar el ataque planificado para el 14 de febrero al día 12 de febrero, lo que resultó en la decisiva victoria patriota en la Batalla de Chacabuco.

## Reconocimiento y legado
Aunque su figura no ha sido tan recordada como la de otros participantes en la campaña de los Andes, José de San Martín, en sus memorias, reconoció el importante rol de Estay, afirmando que "a este modesto hombre de campo le tocaba una buena parte de la gloria de Chacabuco".
El historiador chileno Diego Barros Arana, a través de testimonios de personajes cercanos a San Martín, como Miguel de la Barra y José Joaquín Pérez, confirmó muchos de los pormenores de la actuación de Justo Estay, destacando su lealtad y valentía.